# Vic Snyder
Victor F. (Vic) Snyder (ur. 27 września 1947) – amerykański polityk, członek Partii Demokratycznej.
W latach 1997–2011 przez siedem kolejnych dwuletnich kadencji Kongresu Stanów Zjednoczonych był przedstawicielem drugiego okręgu wyborczego w stanie Arkansas w Izbie Reprezentantów Stanów Zjednoczonych.